# سقوط الحدود الألمانية الداخلية

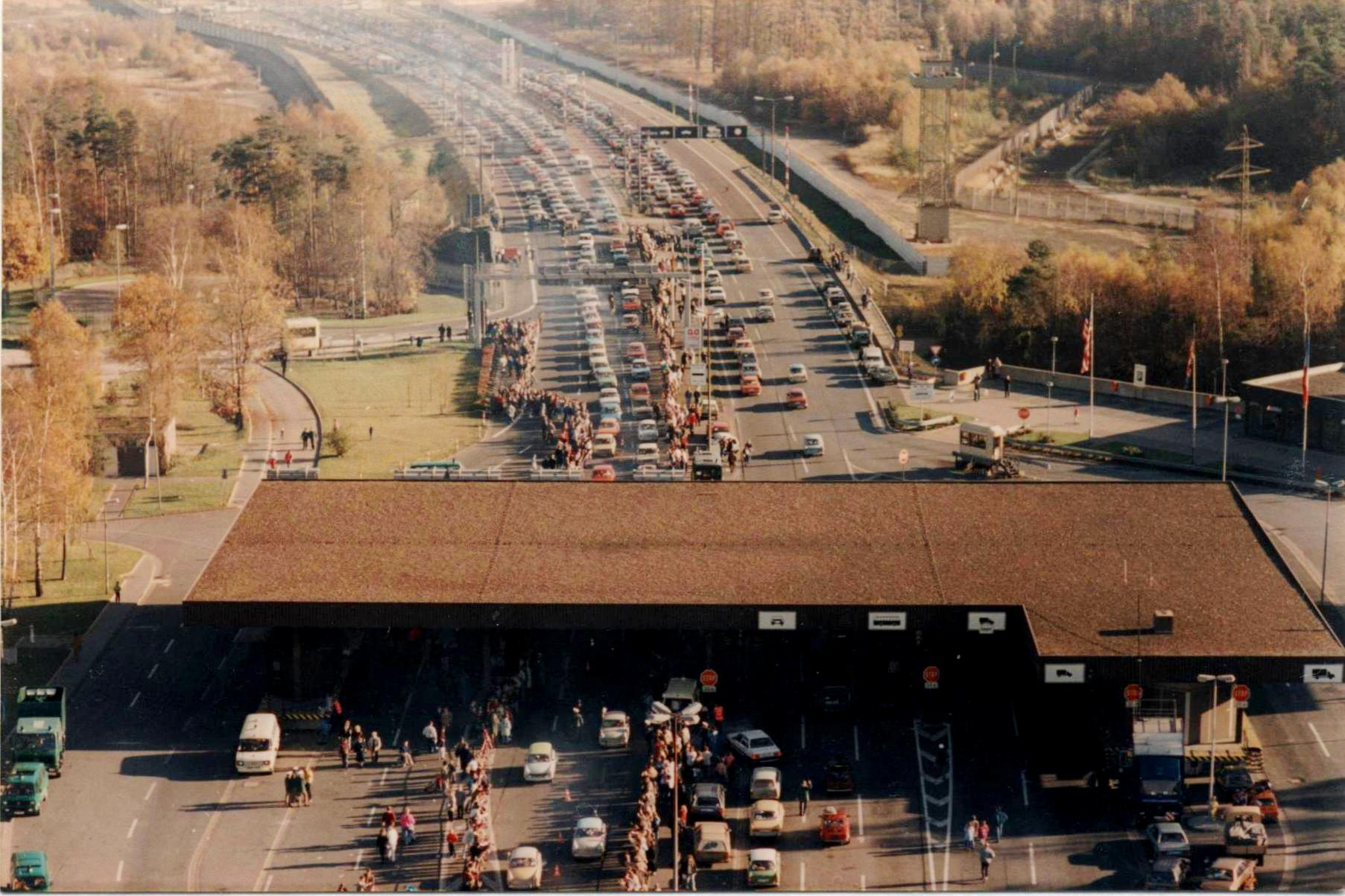
مشهد عند معبر هلمشتيت الحدودي إلى ألمانيا الشرقية في نوفمبر 1989 بعد تحرير القيود المفروضة على السفر.

سقطت الحدود الألمانية الداخلية بسرعة وبشكل غير متوقع في نوفمبر 1989، جنبًا إلى جنب مع سقوط جدار برلين. مهد هذا الحدث الطريق لإعادة التوحيد النهائي لألمانيا بعد مرور عام على الأقل.

## أزمة اللاجئين في سبتمبر – نوفمبر 1989
وجد مئات الآلاف من الألمان الشرقيين طريق هروب عبر الحدود مع هنغاريا حليف ألمانيا الشرقية سابقًا. اعتمدت الحدود الألمانية الداخلية في نهاية المطاف على دول حلف وارسو الأخرى التي تحصن حدودها وتستعد لإطلاق النار على الهاربين، بمن فيهم الألمان الشرقيون، الذين قُتل حوالي خمسون منهم بالرصاص على حدود جمهورية بولندا الشعبية وجمهورية التشيكوسلوفاكيا الاشتراكية والجمهورية الشعبية المجرية والاشتراكية جمهورية رومانيا وجمهورية بلغاريا الشعبية بين عامي 1947 و1989. ومع ذلك، كان هذا يعني أنه بمجرد تخفيف إحدى دول الكتلة الشرقية الأخرى عن ضوابطها على الحدود، سيكون الألمان الشرقيون قادرين على الخروج بأعداد كبيرة.
ظهر هذا السيناريو في عام 1989 عندما فككت المجر سياجها الحدودي مع النمسا. كانت المجر في ذلك الوقت وجهة سياحية مشهورة للألمان الشرقيين، بسبب زخارف الازدهار التي كانت غائبة في الوطن -الطعام الجيد والنبيذ، والتخييم الممتع في العاصمة الحيوية. في الداخل، كانت الرغبة في الإصلاح مدفوعة بالركود الاقتصادي المتدهور في ألمانيا الشرقية ومثال دول الكتلة الشرقية الأخرى التي كانت تحذو حذو غورباتشوف في تأسيس غلاسنوست (الانفتاح) والبيريسترويكا (الإصلاح). ومع ذلك، فإن زعيم ألمانيا الشرقية المتشدد، إريك هونيكر - الذي كان مسؤولا عن بناء جدار برلين في عام 1961 - بقي بقوة ضد أي إصلاح في بلاده. أعلن أن «الاشتراكية والرأسمالية تشبه النار والمياه»، وتوقع في يناير 1989 أن «الجدار سوف يقف لمئات السنين الأخرى».
كانت هنغاريا أقرب دولة من دول الكتلة الشرقية التي شرعت في الإصلاح في ظل رئيس الوزراء الإصلاحي ميكلوس نيميث، الذي تولى منصبه في نوفمبر 1988. كانت حكومتها لا تزال شيوعية، لكنها خططت لإجراء انتخابات حرة وإصلاح اقتصادي كجزء من إستراتيجية «الانضمام إلى أوروبا» وإصلاح اقتصادها المتعثر. كان فتح الحدود ضروريًا لهذا الجهد؛ عرضت ألمانيا الغربية سرا قرضًا بقيمة 500 مليون مارك ألماني (250 مليون دولار) مطلوبًا بشدة بالعملة الصعبة مقابل السماح لمواطني جمهورية ألمانيا الديمقراطية بالهجرة بحرية. قام المجريون في مايو 1989 بتفكيك الستار الحديدي على طول الحدود مع النمسا. ما أثار قلق حكومة ألمانيا الشرقية أن صور الأسوار الشائكة التي تم نقلها إلى ألمانيا الشرقية عبر محطات تلفزيون ألمانيا الغربية. بدأت الهجرة الجماعية لمئات الآلاف من الألمان الشرقيين في سبتمبر 1989. قام آلاف آخرون بتجمع حزل جدران سفارات ألمانيا الغربية في براغ ووارسو وبودابست للمطالبة باللجوء. اضطرت البعثة الألمانية الغربية في برلين الشرقية إلى الإغلاق لأنها لم تتمكن من التعامل مع أعداد الألمان الشرقيين الذين طلبوا اللجوء. وافق الزعيم الشيوعي التشيكوسلوفاكي المتشدد، ميلوش جاكيس، على طلب إريك هونيكر بتخفيف تدفق اللاجئين عن طريق إغلاق حدود تشيكوسلوفاكيا مع ألمانيا الشرقية، وبالتالي منع الألمان الشرقيين من الوصول إلى المجر.

## فتح الحدود وسقوط جمهورية ألمانيا الديمقراطية
سعت حكومة ألمانيا الشرقية في نهاية المطاف إلى نزع فتيل الموقف من خلال تخفيف القيود على الحدود في البلاد. كان القصد هو السماح بالهجرة إلى ألمانيا الغربية ولكن فقط بعد الموافقة على الطلب، وبالمثل السماح بتأشيرات لمدة ثلاثين يومًا للسفر إلى الغرب، مرة أخرى عند الطلب. فقط أربعة ملايين مواطن من جمهورية ألمانيا الديمقراطية يحملون جواز سفر، لذلك فقط هذا العدد يمكنه الاستفادة الفورية من هذا التغيير؛ ال 13 المتبقية   سيتعين على مليون شخص التقدم للحصول على جواز سفر ثم الانتظار لمدة أربعة أسابيع على الأقل للموافقة عليه. سوف يدخل النظام الجديد حيز التنفيذ من 10 نوفمبر 1989.
وبحسب ما ورد تم اتخاذ القرار دون مناقشة تذكر من قبل Politbüro أو فهم العواقب. تم الإعلان عنه مساء يوم 9 نوفمبر 1989 من قبل عضو المكتب السياسي غونتر شابوفسكي في مؤتمر صحفي فوضوي إلى حد ما في برلين الشرقية. تم الإعلان عن نظام مراقبة الحدود الجديد كوسيلة لتحرير الناس من حالة ضغوط نفسية من خلال تقنين الهجرة وتبسيطها. تم تسليم Schabowski مذكرة تحتوي على تعليقات توضيحية مكتوبة بخط اليد ولكن بدون المعلومات المهمة، التاريخ الذي ستدخل فيه هذه القواعد حيز التنفيذ. وقد تم تمرير هذه الكلمات شفهياً فقط بين أعضاء Politbüro في اجتماعاتهم الأخيرة، والتي لم يحضرها Schabowski. للإجابة على سؤال صحفي حول متى تصبح قواعد السفر الجديدة سارية المفعول، قرأ Schabowski هذه الملاحظة. فيما يتعلق بسؤال الصحافة المتكرر حول تاريخ سريان مفعول هذه القواعد، قام بإعادة فحص المستند ولم يعثر على أي تاريخ أجاب فيه عن غضب بسيط، «على حد علمي... ... على الفور، ودون تأخير»، بدلا من اليوم التالي، على النحو المنشود. بشكل حاسم، في ضوء ما حدث بعد ذلك، لم يكن المقصود أن يكون الافتتاح غير المنضبط، كما أنه لم يكن المقصود بالتطبيق على الألمان الشرقيين الذين يرغبون في زيارة الغرب كسائحين. في مقابلة باللغة الإنجليزية بعد المؤتمر الصحفي، أخبر Schabowski مراسل شبكة هيئة الإذاعة الوطنية أن «الأمر لا يتعلق بالسياحة. إنه تصريح بترك ألمانيا الشرقية [بشكل دائم].» 
في غضون ساعات، تجمع الآلاف من الناس عند جدار برلين مطالبين حرس الحدود بفتح البوابات. لم يتمكن الحراس من الاتصال برؤسائهم للحصول على التعليمات، وخوفًا من التدافع، فتحوا البوابات. المشاهد الأيقونية التي تلت ذلك - الناس يتدفقون على برلين الغربية، ويقفون على الجدار ويهاجمونه بمجموعات - تم بثها في جميع أنحاء العالم.
بينما كانت عيون العالم على برلين، حيث تشاهد Mauerfall (سقوط الجدار)، كانت هناك عملية متزامنة لـ Grenzöffnung (فتح الحدود) تجري على طول الحدود الألمانية الداخلية بالكامل. تم فتح المعابر الحدودية الحالية على الفور، على الرغم من أن قدرتها المحدودة تسببت في ظهور طابور طويل حيث عبر ملايين الألمان الشرقيين إلى الغرب. في غضون الأيام الأربعة الأولى، عبر الحدود 4.3 مليون ألماني شرقي - ربع سكان البلاد بالكامل - إلى ألمانيا الغربية. عند نقطة عبور هيلمشتيدت في أوتوبان هانوفر، تم دعم السيارات لمدة 65 كيلومتر (40 ميل) ؛ انتظر بعض السائقين 11 ساعة للقيادة إلى الغرب. تم فتح الحدود بشكل تدريجي خلال الأشهر القليلة المقبلة. تم إنشاء نقاط عبور جديدة في العديد من النقاط، لإعادة توصيل المجتمعات التي تم فصلها منذ ما يقرب من 40 سنة. في Herrenhof على نهر Elbe، شق المئات من الألمان الشرقيين طريقهم عبر السياج الحدودي على متن أول عبارة عبر النهر تجري منذ أبريل 1945. خرج مئات الأشخاص من بلدة Katherinenberg الألمانية الشرقية عبر الحدود لرؤية بلدة Wanfried الحدودية الألمانية الغربية، بينما تدفق الألمان الغربيون على ألمانيا الشرقية «ليروا كيف يعيشون على الجانب الآخر». تخلى حرس الحدود من ألمانيا الشرقية، الذين غمرتهم فيضان الناس، عن فحص جوازات السفر. وضعت قطارات خاصة لنقل الناس عبر الحدود. وصف مراسل بي بي سي بن برادشو المشاهد المبتهجة في محطة سكة حديد هوف في بافاريا في الساعات الأولى من 12 شهر نوفمبر:
حتى حرس الحدود الألماني الشرقي لم يكونوا محصنين من النشوة. وصف بيتر زان، وهو حرس الحدود في ذلك الوقت، كيف كان رد فعل هو وزملاؤه على فتح الحدود:

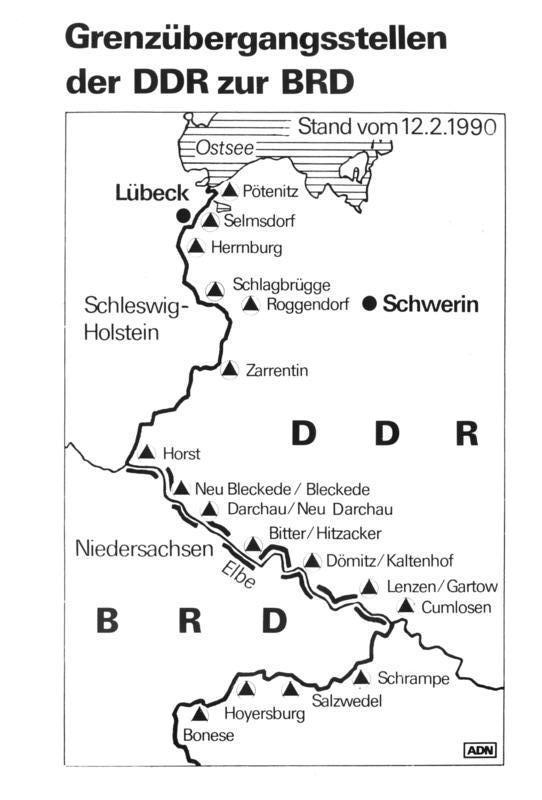
معابر حدودية جديدة في الجزء الشمالي من الحدود الألمانية الداخلية اعتبارًا من فبراير 1990.

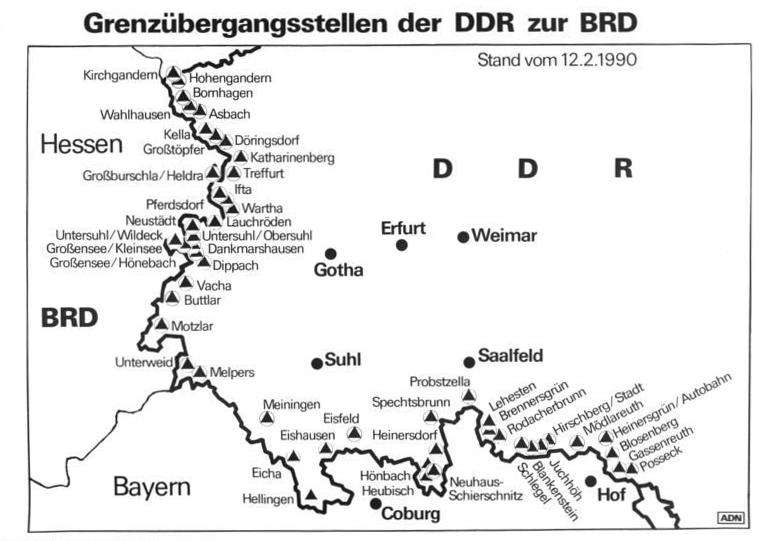
معابر حدودية جديدة في الجزء الجنوبي من الحدود الألمانية الداخلية اعتبارًا من فبراير 1990.

## التخلي عن الحدود
بعد فتح الحدود، تم التخلي تدريجياً عن الحدود القديمة. تم فتح العشرات من المعابر الجديدة على طول الحدود بحلول فبراير 1990، ولم يعد حرس الحدود يحملون أسلحة أو بذلوا مجهودًا كبيرًا لفحص جوازات سفر المسافرين. تم تخفيض أعداد حرس الحدود بسرعة. تم طرد نصفهم في غضون خمسة أشهر من فتح الحدود. تم التخلي عن الحدود وتم إلغاء غرينزتروبن رسميًا في 1   يوليو 1990؛  جميعهم باستثناء 2000 منهم تم فصلهم أو نقلهم إلى وظائف أخرى. أعطى البوندزوير بقية حرس الحدود وغيرهم من جنود جيش التحرير الوطني السابقين مهمة تطهير التحصينات الحدودية، التي لم تكتمل إلا في عام 1994. كان حجم المهمة هائلاً، حيث لم تتم إزالة التحصينات فحسب، بل كان من الضروري إعادة بناء مئات الطرق وخطوط السكك الحديدية. كان هناك تعقيد إضافي بسبب وجود الألغام على طول الحدود. على الرغم من أن 1.4 كان من المفترض أن تتم إزالة مليون لغم زرعتها ألمانيا الشرقية في الثمانينيات، فقد تم العثور على 34.000 لغم  و 1100 أخرى   تم العثور على الألغام وإزالتها بعد إعادة توحيد ألمانيا، بتكلفة تزيد على DM 250 مليون،  في برنامج لم ينته حتى نهاية عام 1995.
وقد ساعدت مهمة إزالة الألغام الحدودية بشكل غير رسمي من قبل المدنيين الألمان من كلا جانبي الحدود السابقة الذين قاموا بتفكيك المنشآت من أجل المبارزة والأسلاك وكتل الخرسانة لاستخدامها في تحسينات المنازل. وكما علق أحد الألمان الشرقيين في أبريل 1990، «في العام الماضي، استخدموا هذا السور لإبقائنا. هذا العام، سأستخدمها للحفاظ على دجاجاتي». تم بيع جزء كبير من السياج لشركة خردة ألمانية غربية بمعدل حوالي 4 دولارات لكل قطعة. نفذت المجموعات البيئية برنامجًا لإعادة تخضير الحدود، وزراعة أشجار جديدة وبذر بذور العشب لملء المنطقة الواضحة على طول الخط الحدودي.